# Niels Ryberg Finsen
Niels Ryberg Finsen (ur. 15 grudnia 1860 w Thorshavn, Wyspy Owcze, zm. 24 września 1904 w Kopenhadze) – lekarz duński pochodzenia islandzkiego, laureat Nagrody Nobla w dziedzinie medycyny w 1903 roku, nazywany twórcą nowoczesnej fototerapii.

## Życiorys
Syn islandzkiego urzędnika państwowego Hannesa Finsena, prefekta Wysp Owczych w latach 1871–1885, i Birgitty Kirstine z domu Formann.
W 1882 roku zdał maturę w Reykjavíku (Islandia). W 1891 roku ukończył studia medyczne na Uniwersytecie Kopenhaskim. W 1896 roku zorganizował i stanął na czele specjalistycznej pracowni w Kopenhadze, przekształconej potem w Instytut Światłolecznictwa. Udowodnił lecznicze działanie światła słonecznego i promieniowania nadfioletowego (emitowanego przez lampę łukową) na toczeń gruźliczy (wywołany przez prątki gruźlicy) oraz inne choroby skóry. Skonstruował stosowaną w leczeniu gruźlicy skóry lampę łukową (tzw. lampę Finsena).
W 1903 roku otrzymał Nagrodę Nobla za wkład w leczenie chorób przy użyciu wiązki światła.